# Montigny-Mornay-Villeneuve-sur-Vingeanne
Montigny-Mornay-Villeneuve-sur-Vingeanne  ist eine französische Gemeinde mit 384 Einwohnern (Stand 1. Januar 2022) im Département Côte-d’Or in der Region Bourgogne-Franche-Comté. Sie gehört zum Arrondissement Dijon und zum Kanton Saint-Apollinaire.

## Geographie
Nachbargemeinden von Montigny-Mornay-Villeneuve-sur-Vingeanne sind Orain im Norden, Champlitte im Nordosten, Vars im Südosten, Pouilly-sur-Vingeanne im Süden, Fontaine-Française im Südwesten, sowie Saint-Maurice-sur-Vingeanne im Nordwesten.

## Bevölkerungsentwicklung
| Jahr                       | 1962 | 1968 | 1975 | 1982 | 1990 | 1999 | 2011 | 2019 |
| Einwohner                  | 356  | 236  | 324  | 278  | 312  | 358  | 374  | 386  |
| Quellen: Cassini und INSEE |      |      |      |      |      |      |      |      |

## Sehenswürdigkeiten
- Waschhaus und Kirche in Mornay
- Alte Kapelle in Villeneuve
- Burg Mornay